# Europapokal der Pokalsieger (Handball) 1992/93
Der Europapokal der Pokalsieger 1992/93 war die 18. Austragung des Wettbewerbs für europäische Handball-Pokalsieger. Die 30 teilnehmenden Mannschaften qualifizierten sich in ihren Heimatländern über den nationalen Pokalwettbewerb für den zum letzten Mal von der Internationalen Handballföderation (IHF) organisierten Europapokal. Im Finale setzte sich der französische Vertreter OM Vitrolles gegen den automatisch qualifizierten Titelverteidiger Fotex Veszprém durch (23:22, 23:21).

## Chronologie des Wettbewerbs

### Erste Runde
|                         | Gesamt   |                   | Hinspiel | Rückspiel |
| ----------------------- | -------- | ----------------- | -------- | --------- |
| TJ VSC Košice           | 24:47    | OM Vitrolles      | 13:22    | 11:25     |
| HC Minaur Baia Mare     | (A)44:44 | Győri ETO         | 24:19    | 20:25     |
| CB Alzira               | 56:28    | HV Sittard        | 29:90    | 27:19     |
| Grasshopper Club Zürich | 37:40    | HC Herstal        | 21:17    | 16:23     |
| Dinamo Astrachan        | 59:39    | SKA Lwiw          | 34:17    | 25:22     |
| RK Pomurje              | 45:60    | RK Medveščak      | 21:25    | 24:35     |
| Vestel Manisaspor       | 32:38    | AS Fílippos Véria | 16:13    | 16:25     |
| Hapoel Rischon LeZion   | 67:25    | AEL Limassol      | 25:12    | 42:13     |
| Maistas Klaipėda        | 58:47    | IF Helsinge-Atlas | 34:18    | 24:29     |
| Stavanger IF            | 47:48    | Valur Reykjavík   | 22:14    | 25:34     |
| HB Echternach           | 33:42    | UHC Stockerau     | 20:20    | 13:22     |
| Pallamano Trieste       | 52:50    | Sporting Lissabon | 32:20    | 20:30     |
| HC Riga                 | 48:47    | Petrochemia Płock | 30:24    | 18:23     |
| IFK Skövde HK           | 41:42    | Kolding IF        | 19:18    | 22:24     |

Die übrigen Vereine (TUSEM Essen und Titelverteidiger Fotex Veszprém) zogen durch ein Freilos automatisch ins Achtelfinale ein.

### Achtelfinale
|                       | Gesamt |                     | Hinspiel | Rückspiel |
| --------------------- | ------ | ------------------- | -------- | --------- |
| OM Vitrolles          | 64:48  | HC Minaur Baia Mare | 29:23    | 35:25     |
| CB Alzira             | 55:33  | HC Herstal          | 27:16    | 28:17     |
| Dinamo Astrachan      | 46:44  | RK Medveščak        | 27:18    | 19:26     |
| Hapoel Rischon LeZion | 47:48  | AS Fílippos Véria   | 23:17    | 24:31     |
| Valur Reykjavík       | 49:46  | Maistas Klaipėda    | 28:24    | 21:22     |
| UHC Stockerau         | 35:47  | TUSEM Essen         | 19:23    | 16:24     |
| HC Riga               | 51:46  | Pallamano Trieste   | 27:20    | 24:26     |
| Fotex Veszprém        | 58:47  | Kolding IF          | 30:27    | 28:20     |

### Viertelfinale
|                  | Gesamt |                   | Hinspiel | Rückspiel |
| ---------------- | ------ | ----------------- | -------- | --------- |
| CB Alzira        | 37:40  | OM Vitrolles      | 23:16    | 14:24     |
| Dinamo Astrachan | 37:39  | AS Fílippos Véria | 24:19    | 13:20     |
| TUSEM Essen      | 48:41  | Valur Reykjavík   | 23:14    | 25:27     |
| HC Riga          | 49:53  | Fotex Veszprém    | 22:22    | 27:31     |

### Halbfinale
|                | Gesamt |                   | Hinspiel | Rückspiel |
| -------------- | ------ | ----------------- | -------- | --------- |
| OM Vitrolles   | 54:36  | AS Fílippos Véria | 27:14    | 27:22     |
| Fotex Veszprém | 52:40  | TUSEM Essen       | 29:18    | 23:22     |

### Finale
Das Hinspiel fand am 23. Mai 1993 in Veszprém und das Rückspiel am 30. Mai 1993 im Palais des Sports von Marseille statt.
|                | Gesamt |              | Hinspiel | Rückspiel |
| -------------- | ------ | ------------ | -------- | --------- |
| Fotex Veszprém | 43:46  | OM Vitrolles | 22:23    | 21:23     |

#### Hinspiel
| Fotex Veszprém | Fotex Veszprém | OM Vitrolles | OM Vitrolles |
| | Hinspiel Sonntag, 23. Mai 1993 in Veszprém Ergebnis: 22:23 (11:11)                                                                                           |              |              |
| József Éles (9/4), Igor Zubjuk (4), László Brenner (3), István Gulyás (3), Lajos Török (2), Juri Schitnikow (1/1) | Jackson Richardson (7), Thierry Perreux (6/4), Frédéric Volle (5), Philippe Gardent (2), Slobodan Kuzmanovski (2), Pascal Jacques (1) Trainer: Mile Isaković |              |              |

#### Rückspiel
| OM Vitrolles | OM Vitrolles | Fotex Veszprém | Fotex Veszprém |
| | Rückspiel Sonntag, 30. Mai 1993 in Marseille (Palais des Sports) Ergebnis: 23:21 (12:11) Zuschauer: 6.000 |                |                |
| Mirko Bašić, Bruno Martini – Jean-Jacques Cochard, Pascal Jacques, Frédéric Volle (3), Mile Isaković (1), Slobodan Kuzmanovski (5), Éric Quintin (1), Philippe Gardent (2), Thierry Perreux (6/4), Jackson Richardson (5), Hassan Bouaouli Trainer: Mile Isaković | Ľubomír Švajlen – Zsolt Perger, Juri Schitnikow, Lajos Török (2/1), László Sótonyi (3), László Brenner, József Éles (8/4), István Gulyás, Igor Zubjuk (4), István Csoknyai (1), Attila Kalocsai (1), György Zsigmond (2) |                |                |